# Dischizocera vasta
Dischizocera vasta är en tvåvingeart som beskrevs av Lindner 1952. Dischizocera vasta ingår i släktet Dischizocera och familjen vapenflugor. Inga underarter finns listade i Catalogue of Life.